# Neubruck (Bruckberg)
Neubruck (fränkisch: Naibruk) ist ein Gemeindeteil der Gemeinde Bruckberg im Landkreis Ansbach (Mittelfranken, Bayern). Neubruck liegt in der Gemarkung Bruckberg.

## Geografie
Der Weiler liegt am Haselbach und an der Rippach, die dort links in den Haselbach mündet. Die Staatsstraße 2246 führt nach Reckersdorf (0,7 km nördlich) bzw. nach Obereichenbach zur Bundesstraße 14 (6 km südwestlich). Die Kreisstraße AN 10 führt nach Frankendorf (1,5 km westlich) bzw. nach Wustendorf (0,5 km südöstlich).

## Geschichte
Neubruck wurde in der ersten Hälfte des 19. Jahrhunderts auf dem Gemeindegebiet von Bruckberg gegründet. 1837 wurde der Ort als „Bruckwirthshaus“ erstmals schriftlich erwähnt. Der Ortsname konnte sich jedoch im Volksmund nicht durchsetzen und wurde nach 1900 zu Neubruck abgeändert. Das Bruckwirtshaus heißt im Volksmund auch „Hundsvotzn“.

## Einwohnerentwicklung
| Jahr      | 001836 | 001840 | 001861 | 001871 | 001885 | 001900 | 001925 | 001950 | 001961 | 001970 | 001987 |
| Einwohner | 7      | 8      | *      | 12     | 17     | 14     | 15     | 18     | 13     | 10     | 13     |
| Häuser    | 1      | 1      |        |        | 3      | 3      | 3      | 3      | 4      |        | 4      |
| Quelle    | [ 7 ]  | [ 8 ]  | [ 9 ]  | [ 10 ] | [ 11 ] | [ 12 ] | [ 13 ] | [ 14 ] | [ 15 ] | [ 16 ] | [ 1 ]  |

## Religion
Der Ort ist evangelisch-lutherisch geprägt und war ursprünglich nach St. Maria (Großhaslach) gepfarrt, seit 1981 ist die Pfarrei St. Martin (Kleinhaslach) zuständig. Die Einwohner römisch-katholischer Konfession sind nach St. Bonifatius (Dietenhofen) gepfarrt.